# 貝谷俊男

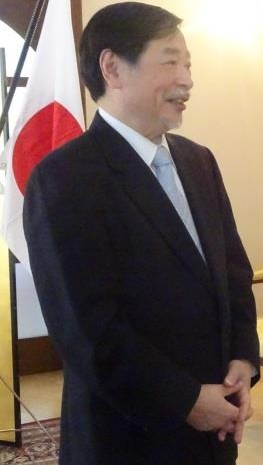
2017年3月

貝谷 俊男（かいたに としお）は、日本の外交官、法務官僚。元ジョージア駐箚特命全権大使。

## 人物・経歴
京都府出身。洛星高等学校を経て、1978年（昭和53年）東京大学医学部を中退して、外務省に入省する。外務省研修所総括指導官、外務省国際情報局分析1課長、法務省入国管理局登録課長、外務省総合外交政策局国際社会協力部人権難民課長を経て、2007年（平成19年）から2010年（平成22年）までハバロフスク総領事、2010年（平成22年）5月14日、仙台入国管理局長、2012年（平成24年）4月、東京入国管理局長を経て、2013年（平成25年）4月25日から2017年（平成29年）6月までジョージア駐箚特命全権大使。

## 同期
- 宮家邦彦（キヤノングローバル戦略研究所研究主幹、立命館大学客員教授）
- 新井勉（13年駐カメルーン大使）
- 小井沼紀芳（13年駐ザンビア大使）
- 大嶋英一（12年駐フィジー大使）
- 辻優（13年駐オランダ大使・12年駐クロアチア大使）
- 水上正史（12年駐アルゼンチン大使・10年外務省中南米局長）
- 菅沼健一（12年駐ブルネイ大使・09年駐ジュネーブ日本政府代表部大使）
- 猪俣弘司（13年駐パキスタン大使・10年駐サンフランシスコ総領事）
- 二石昌人（13年駐ブルキナファソ大使）
- 篠原守（13年駐コスタリカ大使）
- 岡田憲治（16年駐ベネズエラ大使）
- 松富重夫（14年駐イスラエル大使・12年外務省国際情報統括官・10年外務省中東アフリカ局長）
- 梅田邦夫（14年駐ブラジル大使）
- 草賀純男（13年ニューヨーク総領事）
- 軽部洋（16年駐コンゴ民主共和国大使）